# Jan Meerhout

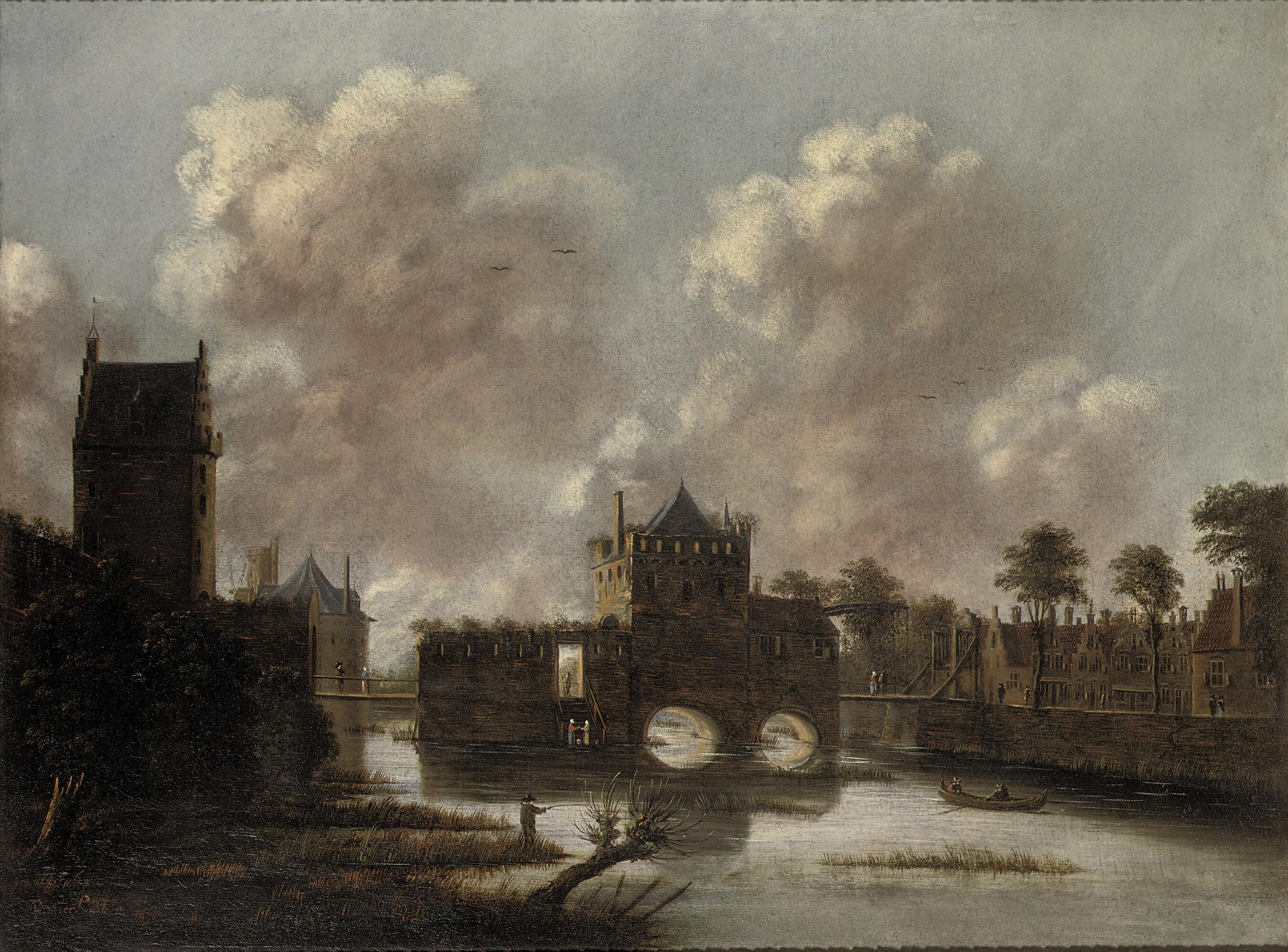
Gezicht op de Wittevrouwenpoort, Utrecht

Jan Meerhout (voor 1630, Gorinchem – 1677, Amsterdam), was een Nederlands schilder in de Gouden Eeuw.

## Biografie
Volgens de RKD is zijn geboortedatum onzeker, maar hij is getrouwd in 1650. Hij werkte in Utrecht, Heusden en Dordrecht, en ook in Amsterdam in Gorinchem. Hij is bekend om zijn stadsgezichten.

## Links
- Jan Meerhout bij Stichting Gouden Eeuw Gorinchem
- Jan Meerhout op Artnet